# Arnau (abat de Sant Quirze)
Arnau fou abat del monestir Sant Quirze de Colera entre 1377 i 1384. L'única notícia que es té d'aquest abat és que apareix en els diferents abaciologis que la crítica històrica ha fet en el decurs del temps.